# Bá quốc Bồ Đào Nha
Bá quốc Bồ Đào Nha (tiếng Bồ Đào Nha: Condado Portucalense, Condado de Portucale, Condado de Portugal; tiếng Anh: County of Portugal) đề cập đến hai bá quốc (lãnh địa của bá tước) thời Trung Cổ liên tiếp ở khu vực xung quanh Braga và Porto, ngày nay tương ứng với vùng duyên hải phía bắc Bồ Đào Nha, trong đó danh tính của người Bồ Đào Nha được hình thành. Bá quốc đầu tiên tồn tại từ giữa thế kỷ thứ chín đến giữa thế kỷ thứ mười một đóng vai trò như một chư hầu của Vương quốc Asturias và sau đó là Vương quốc Galicia và León, trước khi bị bãi bỏ như là kết quả của cuộc nổi loạn tại đây. Một thực thể lớn hơn theo cùng tên gọi về sau đã được tái lập vào những năm cuối thế kỷ 11 và kéo dài cho đến giữa thế kỷ 12, khi vị bá tước xứ này tự nâng lên thành một vương quốc Bồ Đào Nha độc lập.

## Bá quốc đầu tiên

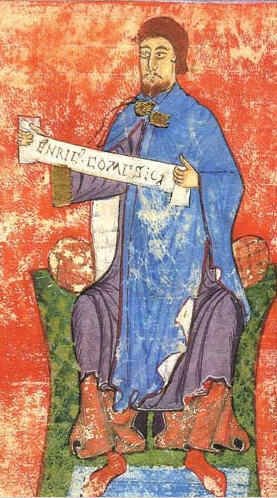
Chân dung Henry xứ Burgundy từ một bức tiểu họa thế kỷ 13.

Lịch sử bá quốc Bồ Đào Nha theo truyền thống được bắt đầu từ cuộc tái chiếm Portucale (Porto) của Vímara Peres vào năm 868. Ông được vua Alfonso III xứ Asturias bổ nhiệm làm bá tước và trao quyền kiểm soát khu vực biên giới giữa hai dòng sông Limia và Douro. Phía nam Douro, một lãnh địa biên giới sẽ được hình thành trong những thập kỷ về sau khi cái sẽ trở thành Bá quốc Coimbra do Hermenegildo Gutiérrez chinh phục từ tay quân Moor. Điều này chuyển biên giới xa tận phía nam giáp với bá quốc Bồ Đào Nha nhưng nó vẫn còn phỉa hứng chịu các chiến dịch lặp đi lặp lại từ Khalip của Cordoba. Việc Almanzor tái chiếm Coimbra vào năm 987 một lần nữa lại đặt bá quốc Bồ Đào Nha trên biên giới phía nam của nhà nước León đối với hầu hết các phần còn lại cho sự tồn tại của bá quốc. Các vùng phía nam của nó chỉ được tái chinh phục dưới thời vua Ferdinand I xứ León và Castile, với thành Lamego thất thủ vào năm 1057, Viseu vào năm 1058 và cuối cùng là Coimbra vào năm 1064.
Các nhà lãnh đạo đầu tiên của bá quốc Bồ Đào Nha đã đạt tới đỉnh cao quyền lực của họ trong những năm cuối thế kỷ 10, khi Bá tước Gonçalo Mendes có thể sử dụng danh hiệu magnus dux portucalensium ("đại công tước Bồ Đào Nha") và con trai của ông là Menendo vẫn sử dụng danh hiệu dux magnus (đại công tước). Năm 966 Gonçalo phái người tới ám sát vua Sancho I của León. Ông cho mời nhà vua đến dự một bữa tiệc và thết đãi những món ăn bị nhiễm độc. Vào những năm cuối thập niên 960 vùng đất của Gonçalo đã bị người Viking tàn phá, và vào năm 968 ông có cãi nhau với vua Ramiro III về việc từ chối của người sau nhằm chiến đấu chống lại bọn cướp. Con trai ông Menendo có mối quan hệ mật thiết với đối thủ và người kế thừa của Ramiro là Bermudo II, trở thành alférez của nhà vua và gia sư cho con mình là vị vua tương lai Alfonso V. Sau khi kế vị Alfonso, Menendo đóng vai trò là nhiếp chính cho vị vua trẻ và gả một trong những cô con gái của Menendo cho cậu.
Bá quốc vẫn tiếp tục với mức độ tự chủ khác nhau bên trong Vương quốc León và trong một thời gian ngắn bị phân ly, Vương quốc Galicia cho đến năm 1071, khi Bá tước Nuno Mendes, muốn giành quyền tự chủ lớn hơn cho Bồ Đào Nha, đã bị đánh bại và giết chết trong trận Pedroso bởi Vua García II xứ Galicia, người sau đó tự xưng là Vua của Galicia và Bồ Đào Nha, lần đầu tiên một tước hiệu hoàng gia được sử dụng có liên quan tới Bồ Đào Nha. Sự độc lập của bá quốc bị thủ tiêu, các vùng lãnh thổ còn lại bên trong Vương quốc liên hiệp Galicia đều lần lượt gộp vào trong các vương quốc lớn của anh em García là Sancho II và Alfonso VI xứ León và Castile.

## Bá quốc thứ hai
Cựu Vương quốc Galicia, sau đó bao gồm cả Bồ Đào Nha ngày nay cũng như phía nam đến tận Coimbra, được vua Alfonso VI trao lại như một bá quốc cho người con rể là Raymond xứ Burgundy. Tuy nhiên, quan ngại về quyền lực ngày càng tăng của Raymond khiến cho Alfonso vào năm 1096 phải tách Bồ Đào Nha và Coimbra ra khỏi Galicia và ban cho một người con rể khác là Henry xứ Burgundy, vừa kết hôn với đứa con gái ngoài giá thú của Alfonso VI là Theresa. Henry đã chọn Braga làm căn cứ địa cho bá quốc mới được thành lập là Condado Portucalense được biết đến vào thời này với tên gọi Terra Portucalense hoặc Província Portucalense, kéo dài cho đến lúc Bồ Đào Nha giành được độc lập và được Vương quốc León công nhận vào năm 1143. Lãnh địa của nó bao gồm phần lớn lãnh thổ Bồ Đào Nha hiện tại giữa sông Minho và sông Tagus.
Bá tước Henry tiếp tục công cuộc Reconquista ở miền tây Iberia và mở rộng lãnh địa của bá quốc mình. Ông cũng tham gia vào một số mưu đồ bên trong triều đình León cùng với người em họ Raymond và cô em dâu Urraca xứ Castile, mà ông ủng hộ sự thăng thiên của Raymond được trở lại với lời hứa hẹn về quyền tự chủ và độc lập dành cho Bồ Đào Nha. Năm 1111 người Hồi giáo đã xâm chiếm Santarém. Khi Bá tước Henry qua đời vào năm 1112, dân chúng của Bá quốc Bồ Đào Nha gồm cả những gia tộc quyền thế đều ủng hộ nền độc lập. Góa phụ của Henry là Theresa nắm quyền cai trị thay mặt cho đứa con trai nhỏ của mình, và tự mình liên minh với giới quý tộc Galicia để thách thức sự thống trị của cô em là bà chúa Urraca và có một thời gian ngắn sử dụng danh hiệu Nữ hoàng. Tuy nhiên, bà đã bị Urraca đánh bại vào năm 1121 và buộc phải chấp nhận một vị trí giúp ích cho nhà nước phong kiến León. Con trai của bà là Afonso Henriques đã nắm được quyền kiểm soát chính phủ vào năm 1128 sau khi đánh tan tành lự lượng của mẹ mình trong trận São Mamede ngay gần Guimarães. Sau trận đánh này, ông bắt đầu phô bày cái ấn với một chữ thập và từ "Bồ Đào Nha". Ông tiếp tục giành chiến thắng trong trận đánh nhờ sự hỗ trợ của giới quý tộc tỉnh Entre-Douro-e-Minho, cuối cùng đã ca khúc khải hoàn trong trận Ourique năm 1139, dẫn đến việc công bố mình là Vua của Bồ Đào Nha. Đó là lần cuối cùng vào năm 1143 khi vị chúa tể trên danh nghĩa của ông là Alfonso VII xứ León và Castile mới chịu công nhận nền độc lập trên thực tế của Bồ Đào Nha theo Hiệp ước Zamora.

## Danh sách bá tước
Bá quốc đầu tiên
- Vímara Peres (868–873)
- Lucídio Vimaranes (873–???)
- Hermengildo Gonçalves (924–950)
- Mumadona Dias (924–950)
- Gonçalo Mendes (950–997), tự xưng "Đại Công tước Bồ Đào Nha"
- Mendo Gonçalves (997–1008)
- Alvito Nunes (1008–1015)
- Nuno Alvites (1017–1028)
- Ilduara Mendes (1017–1028, nhiếp chính cho con trai)
- Mendo Nunes (1028–1050)
- Nuno Mendes (1050–1071)

Bá quốc thứ hai
- Henry (1096–1112)
- Theresa (1112–1128, cai trị như nhiếp chính vương cho con trai). Được Giáo hoàng Paschal II công nhận là "Nữ hoàng Bồ Đào Nha" vào năm 1116, nhưng buộc phải từ bỏ lời tuyên bố độc lập vào năm 1121, dù bà vẫn tiếp tục xưng là 'Nữ hoàng' trong các văn kiện sau này.
- Afonso (1112–1143), tự xưng Công tước Bồ Đào Nha. Tuyên bố mình là vua vào năm 1139 và được León công nhận độc lập vào năm 1143. Mãi tới năm 1179 thì Bồ Đào Nha mới được Giáo hoàng Alexander III thừa nhận là một vương quốc độc lập.